# 维塔利·鲁边
维塔利·彼得罗维奇·鲁边（俄语：Виталий Петрович Рубен；1914年2月26日—1994年1月20日），苏联党和国家领导人。曾任拉脱维亚苏维埃社会主义共和国部长会议主席，最高苏维埃主席团主席、苏联最高苏维埃民族院主席等职。

## 生平
- 1914年2月23日（格里历：2月26日）出生于沙俄莫斯科的一户雇员家庭。
- 1934年毕业于农业技术学院。1934年-1937年，地区农艺师。
- 1937年-1941年，雅罗斯拉夫尔州雷宾斯克地区阿克绍诺夫中学教师，校长。1939年加入联共（布）。
- 1941年起，雷宾斯克地区党委宣传部门工作。1942年-1943年，雷宾斯克地区《斯达汉诺夫报》编辑。
- 1943年-1944年，联共（布）奥廖尔州委任教，奥廖尔州斯维尔德洛夫斯克地区党委部门负责人。
- 1944年-1947年，拉脱维亚共产党（布）中央委员会讲师。
- 1947年-1948年，拉共（布）陶格夫匹尔斯县委第二书记。
- 1948年-1951年，联共（布）莫斯高等党校学习。
- 1952年-1953年，拉脱维亚苏维埃社会主义共和国集体农场委员会副主席。
- 1954年-1955年，拉脱维亚苏维埃社会主义共和国采购部副部长。
- 1956年-1958年，拉共中央农业部党组书记，副部长。
- 1958年-1960年，拉脱维亚苏维埃社会主义共和国国家计划委员会农业与采购部部长。
- 1960年-1961年，拉共中央农业部部长。
- 1961年-1962年，拉脱维亚苏维埃社会主义共和国部长会议副主席。
- 1962年4月-1970年5月，拉脱维亚苏维埃社会主义共和国部长会议主席。
- 1970年5月-1974年8月，拉脱维亚苏维埃社会主义共和国最高苏维埃主席团主席，苏联最高苏维埃主席团副主席。
- 1974年7月-1984年4月，苏联最高苏维埃民族院主席。
- 1984年4月起退休。
- 1994年1月20日于莫斯科逝世，享年79岁。葬于莫斯科特罗耶库罗夫公墓。

鲁边是苏共23-26大代表，第23-24届中央候补委员，第25-26届中央委员；第6-7届，9-11届苏联最高苏维埃民族院代表，第8届苏联最高苏维埃联盟院代表。

## 荣誉
- 三次列宁勋章
- 十月革命勋章
- 劳动红旗勋章
- 荣誉勋章